# 保庆堂
保庆堂又名跌界厅，位于中国浙江省杭州市桐庐县江南镇荻浦村，始建于南宋，重建于元代至正年间，明成化年间吏部尚书姚夔为报母族养育之恩捐资重修。
建筑坐北朝南，南设卵石广场及半圆形水塘，分接官厅、戏厅和花厅三进，三座建筑相互独立，中有道路相隔，其面阔均为三间、硬山顶，接官厅进深六檩，戏厅与花厅进深均为十檩。